# Єврорегіон «Тешинська Сілезія»
Єврорегіон Тешинська Сілезія — єврорегіон у прикордонній області північно-східної частини Чехії та південної Польщі, по сусідству зі Словаччиною. Створений у квітні 1998 року підписанням угоди про регіональне співробітництво між Регіональним об'єднанням з розвитку чесько-польського співробітництва Тєшинська «Сілезія», що знаходиться у м. Чеський Тешин, та Товариством з регіонального розвитку та співробітництва «Олза» у м. Цєшин.
Територією єврорегіону пролягає основна магістраль, що з'єднує північну та південну Європу. Тут знаходиться найбільший пункт перепуску через кордон між Чехією та Польщею — Чеськи Тєшин-Цєшин. Через свої регіональні секретаріати єврорегіон сприяє розвитку та співробітництву на прикордонних територіях. Насамперед, це відноситься до наступних видів діяльності:
- вирішення транспортних проблем, питань комунікацій, зв'язку та безпеки населення;
- співпраця у сфері профілактики та у випадку ліквідації наслідків стихійних лих;
- обмін досвідом та інформацією з питань розвитку регіону, особливо в сфері ринку праці та територіального планування;
- розвиток туризму, у тому числі, іноземного;
- подальше поліпшення контактів, проведення спільних заходів на підтримку розвитку культури, освіти та спорту;
- вирішення спільних проблем в екології та довкіллі;
- співпраця у сфері економіки та торгівлі;
- взаємна співпраця у випадку проведення рятувальних робіт, зокрема, у горах;
- співпраця між школами та молоддю на території єврорегіону.

У рамках програми «Загальний фонд малих проектів» PHARE CBC єврорегіон «Тєшинська Сілезія» виступив ініціатором майже 60 спільних проектів. З метою сприяння розвитку регіону шляхом розробки та реалізації регіональних проектів і планів розвитку в процесі кооперації з регіональними агентами у 1995 році була заснована Агенція з економічного розвитку регіону (HRAT). Агенція активно бере участь в роботі програми PHARE CBC. Їй вдалося значною мірою сприяти залученню коштів для реалізації 4 пріоритетних регіональних проектів:
- Проекту перетину комунікації ІІ / 468 с залізницею у Тршинці (грант у розмірі 2.6 млн євро, «PHARE CBC 1999»);
- Проекту «Региотур»: прокладка велосипедних доріжок у єврорегіоні «Тєшинська Сілезія» (грант у розмірі 271 тис. євро, «PHARE CREDO»);
- Проекту реконструкції під'їзної комунікації до прикордонного пункту перепуску Горні-Ліштна / Лєшна Гурна (грант у розмірі 2.0 млн євро, «PHARE CBC 2000»);
- Проекту «Інфорег 2000» (активізація роботи агенцій, збір, обробка і розповсюдження інформації про прикордонну територію в регіоні «Тєшинська Сілезія» (грант у розмірі 44 тис. євро, «PHARE CREDO»).

Кошти, отримані Агенцією для розвитку регіону, складають майже 5 млн. євро. Крім перерахованих проектів, HRAT значною мірою брала участь у підтримці фінансування будівництва швидкісних трас, а саме: об'їзд населеного пункту Мости-у-Яблункова на міжнародній автомагістралі І / 11 (грант у розмірі 6.8 млн євро і позика з Європейського інвестиційного банку) і в будівництві швидкісної комунікації R48 на ділянці Добра-Чешскі Тєшин (грант ЄС з фонду ISPA та позика з Європейського інвестиційного банку у розмірі 2 млрд. 200 млн крон).
Агенція з економічного розвитку HRAT займається також діяльністю непроектного характеру. Вона є виконавчим секретаріатом Регіональної ради у Тршинці, Регіонального об'єднання з чеського співробітництва «Тєшинська Сілезія», веде роботу у інформаційному центрі реалізації програми SAPARD, у інформаційному центрі системи INFOREG 2000, проводить семінари і презентації єврорегіону, веде іншу роботу. За 2008 рік кошти отримані агенцією становлять 2 млрд.293,8 млн крон.